# Récicourt
Récicourt è un comune francese di 168 abitanti situato nel dipartimento della Mosa nella regione del Grand Est.
Dal 1973 al 2003 ha incluso nel proprio territorio i comuni di Brabant-en-Argonne e di Brocourt-en-Argonne.

## Società

### Evoluzione demografica
Abitanti censiti